# Pere Permanyer i Puigjaner
Pere Permanyer i Puigjaner   (Barcelona, 21 de juliol de 1911 - 20 de març de 1987) va ser un empresari català, fundador i gerent de l'empresa fabricant de motocicletes Montesa.

## Biografia
Fill de Marcel·lí Permanyer i Grifoll, membre de la burgesia catalana, cresqué en una família dedicada als negocis: el seu avi havia fundat una empresa importadora de combustibles vegetals, Carbones Permanyer que, amb un estol de camions, distribuïa per tot l'estat la matèria primera que comprava a Còrsega i Sicília i que transportava a Barcelona amb dues goletes pròpies.
A l'edat d'un any, s'instal·là amb els seus pares al districte barceloní de Sant Martí, al nou domicili familiar que feia també de seu de l'empresa. (El 1975 li fou atorgat el premi "Sant Martí d'or amb transcendència internacional" per part de la junta del Districte, com a reconeixement a la seva integració i cooperació en el progrés de la joventut i el desenvolupament del barri els anys que hi residí).
Malgrat haver col·laborat en la indústria familiar a les ordres de son pare durant algun temps, molt aviat va evidenciar una inclinació natural per la indústria i una passió per la mecànica (de ben petit, el joc del Meccano contribuí a desenvolupar la seva vocació per la innovació industrial). Casat amb Rosa Mon, nascuda a Viladrau (Osona), el matrimoni tingué cinc fills: Pere, Carmen, Xavier, Mercè i Jordi.

### Anys 1930: Formació
El 1931 va acabar els estudis de Peritatge Industrial i Mercantil i, portat per la seva inquietud, desenvolupà una de les seves primeres idees juvenils: en previsió de possibles restriccions energètiques, va estudiar el sistema de propulsió mitjançant gasògens aplicats als motors de combustió interna. Viatjà a Madrid, Londres i París, on el sistema s'havia estudiat de forma acadèmica, a fi de recollir-ne tota la informació possible (a París, fins i tot va conduir un camió d'escombraries mogut pel sistema de gasogen, per tal de comprovar a la pràctica el seu funcionament).
Durant la guerra civil espanyola Pere Permanyer va fugir de Barcelona i va passar a peu la frontera francesa per Sant Llorenç de Cerdans. Un cop a França es desplaça a l'Espanya "nacional" i s'instal·la a Saragossa, on assumí la direcció d'un taller de reparació i reconstrucció de vehicles de l'exèrcit de l'aire rebel. A 26 anys, era el responsable d'aquell taller, que comptava amb més de 50 soldats, mecànics, ajustadors, torners, fusters, planxistes i muntadors. El motor de dos temps de les furgonetes alemanyes DKW l'interessà especialment i fou l'origen dels seus projectes subsegüents. En aquell període, entaulà una gran amistat amb Josep Antoni Soler i Urgell, "Jasu".

### Anys 1940: Negoci de gasògens
El 1939, finalitzada la guerra, fundà un taller de construccions mecàniques en un local del carrer Ròmul Bosch de Barcelona (antiga seu d'uns magatzems del negoci familiar), establint-ne l'oficina al número 193 del carrer París.
Aprofitant els coneixements consolidats anteriorment, es decidí a fabricar i comercialitzar gasògens, negoci amb el qual aconseguí brillants resultats. Els seus models tingueren tant d'èxit que la demanda depassava la seva capacitat de fabricació i el 1941 traslladà les seves instal·lacions a un local més ampli, situat al número 408 del carrer Còrsega de Barcelona.
Malgrat tot, cap a 1944, amb el previsible final de la Segona Guerra Mundial va deduir que aviat es recobraria la normalitat en el subministrament de carburants i, per tant, hauria de reorientar la seva indústria cap a una altra activitat, ja que el gasogen era en realitat un recurs d'emergència fruit de les circumstàncies. La seva primera idea fou l'estudi d'un motor de dos temps per a acoblar-los a les bicicletes, atès que en aquells temps hi havia una gran demanda d'aquest tipus de vehicles lleugers i una manca total de fabricació pròpia i d'importacions a causa de les dues guerres encadenades (la civil espanyola de 1936 a 1939 i la mundial de 1939 a 1945).

### 1945: Naixement de Montesa
L'atzar va voler que el seu cap de taller, en "Jasu", veient que Permanyer no disposava de prou capital per a tirar endavant la idea, li comentés que tenia un cunyat que era propietari d'una fàbrica de segments per a l'automoció. La seva descripció fou senzilla: "Un jove enginyer apassionat per les motocicletes". Aquelles paraules van convèncer Permanyer, que no s'hi va pensar dues vegades i li digué a "Jasu" que informés al seu cunyat del nou projecte: la fabricació de motocicletes.

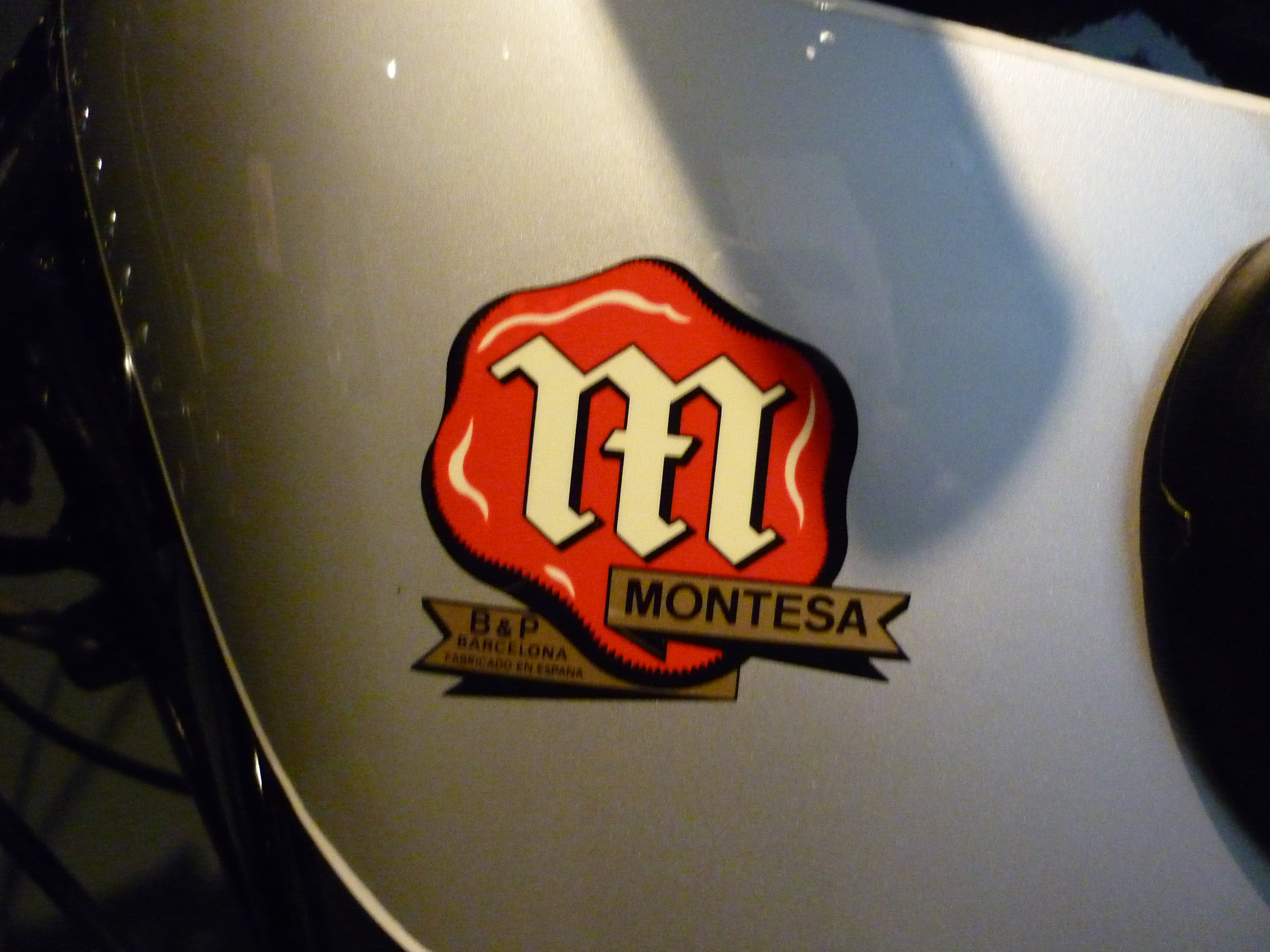
El primer logotip de Montesa, al dipòsit d'una B-46/49 de 1949

El cunyat del seu amic resultà ser Francesc Xavier "Paco" Bultó, un emprenedor jove de l'alta burgesia barcelonina. De la seva associació amb Permanyer va néixer, el 1945, Montesa, una de les primeres fàbriques de motos sorgides a l'estat després de la guerra.
L'aportació de capital al nou negoci fou assumida majoritàriament per Permanyer. En el primer balanç de la nova societat, a 31 de desembre de 1945, hi figuraven com a socis Pere Permanyer i son pare, Marcel·lí Permanyer, amb 630.003,36 pts, suma que representava el 89% de la societat, i Francesc Xavier Bultó amb 80.619,75 pts, l'11% restant. El primer gerent de la companyia seria Pere Permanyer.
La societat industrial definitiva es constituí el 3 de febrer de 1947 amb escriptura pública davant el notari Frederic Trias de Bes i s'adoptà la denominació de Permanyer S. A. de Industrias Mecánicas. A la nova empresa, la família Permanyer hi aportava el 76,3% del capital i la família Bultó el 23,7%, sumant un total de 810.000 pts.
El 29 de maig de 1948, en plena expansió del negoci, es procedí a la necessària ampliació de capital. Permanyer empenyorà el seu patrimoni particular i, juntament amb 23 petits accionistes, aportà el capital que calia per a poder continuar el pla de creixement, fixant-se en un total de 2.310.000 pts. La composició de socis quedà així: Família Permanyer 44%, família Bultó-Marqués 30,9%, família Guixà-Arderiu 13,6%, família Milá 9,5%, altres, un 2%.
El 1958 es desencadenà un seguit de malentesos entre els dos socis principals, provocats bàsicament per la diferent visió que tenien del negoci en relació amb la competició (Permanyer era partidari de retirar-se'n per tal de reduir depesa, mentre Bultó era un incondicional de les curses, fidel a la seva màxima: "El mercat segueix a la bandera de quadres"). No hi hagué acord i es produí la ruptura, anant-se'n Bultó de la societat, enduent-se'n amb ell un grapat de directius afins, amb els qui en poc menys d'un any acabaria fundant Bultaco.
En paraules de Paco Bultó, "Pere Permanyer i jo formàvem un bon matrimoni: discutíem però mai ens separàvem. Permanyer era el sentit de l'organització i l'economia. Formàvem un bon equip i no ens haguéssim separat mai, però n'hi va haver que ho varen embolicar tot maliciosament i cap dels dos no ho va veure clar. Llavors va ser quan ens vàrem dividir i me'n vaig anar".

### 1986: Montesa Honda
Amb la crisi de final dels anys 1970, Montesa entrà en un moment delicat que acabà desembocant en la seva absorció definitiva per part d'Honda. L'u de juliol de 1986, després d'uns anys de gradual presa d'importància en l'accionariat dels japonesos, Montesa Honda, S.A. es quedava amb les instal·lacions i treballadors restants de Montesa. El capital social quedà definitivament constituït amb un 88% pertanyent a Honda Motor i un 12% als socis catalans.
S'acabava així amb l'obra de Pere Permanyer, que del no res havia creat una empresa de renom internacional, capdavantera en tecnologia i amb un excel·lent palmarès esportiu, amb més de 40 anys d'existència.
Ca morir sobtadament, als 75 anys, pocs dies abans que s'inaugurés oficialment la renovada fàbrica de Montesa a Esplugues de Llobregat. Aquell acte es feu el 3 d'abril de 1987 amb l'assistència del President de la Generalitat, Jordi Pujol, qui hi pronuncià unes emocionades paraules en record seu esmentant-lo com a industrial català de perfils exemplars.